# Jan Magnussen
Jan Magnussen, danski dirkač Formule 1, *4. julij, 1973, Roskilde, Danska.
Jan Magnussen je upokojeni danski dirkač Formule 1. Debitiral je v sezoni 1995, ko je nastopil le na dirki za Veliko nagrado Pacifika, kjer je zasedel deseto mesto. Po letu premora je v sezoni 1997 ob kar dvanajstih odstopih kot najboljši rezultat dosegel sedmo mesto na dirki za Veliko nagrado Monaka, ko je le za mesto zgrešil uvrstitev med dobitnike točk. V sezoni 1998 je nastopil le na prvih sedmih dirkah sezone in prav na svoji zadnji dirki kariere za Veliko nagrado Kanade je s šestim mestom dosegel svojo edino uvrstitev med dobitnike točk.
Tudi njegov sin Kevin Magnussen je dirkač v Formuli 1.

## Popolni rezultati Formule 1
(legenda) (odebeljene dirke pomenijo najboljši štartni položaj, poševne pa najhitrejši krog, †-uvrščen kljub odstopu)
| Leto | Moštvo                     | Šasija          | Motor                   | 1       | 2       | 3       | 4       | 5      | 6       | 7       | 8       | 9      | 10      | 11      | 12     | 13      | 14      | 15      | 16      | 17   | Prv | Toč |
| ---- | -------------------------- | --------------- | ----------------------- | ------- | ------- | ------- | ------- | ------ | ------- | ------- | ------- | ------ | ------- | ------- | ------ | ------- | ------- | ------- | ------- | ---- | --- | --- |
| 1995 | Marlboro McLaren Mercedes  | McLaren MP4/10B | Mercedes FO 110 3.0 V10 | BRA     | ARG     | SMR     | ŠPA     | MON    | KAN     | FRA     | VB      | NEM    | MAD     | BEL     | ITA    | POR     | EU      | PAC 10  | JAP     | AVS  | 29. | 0   |
| 1997 | HSBC Malaysia Stewart Ford | Stewart SF01    | Ford VJ Zetec-R 3.0 V10 | AVS Ret | BRA Ret | ARG 10  | SMR Ret | MON 7  | ŠPA 13  | KAN Ret | FRA Ret | VB Ret | NEM Ret | MAD Ret | BEL 12 | ITA Ret | AVT Ret | LUK Ret | JAP Ret | EU 9 | 20. | 0   |
| 1998 | HSBC Stewart Ford          | Stewart SF02    | Ford VJ Zetec-R 3.0 V10 | AVS Ret | BRA 10  | ARG Ret | SMR Ret | ŠPA 12 | MON Ret | KAN 6   | FRA     | VB     | AVT     | NEM     | MAD    | BEL     | ITA     | LUK     | JAP     |      | 17. | 1   |